# もう君は誰のものでもない
「もう君は誰のものでもない」（もうきみはだれのものでもない）は、1996年1月29日に発売された高橋克典の8枚目のシングル。

## 概要
前作「UNBALANCE」から3ヶ月ぶりのシングル。「スリムビューティハウス」CFイメージソング。

## 収録曲
作詞：松井五郎／作曲・編曲：後藤次利
1. もう君は誰のものでもない
2. 涙を突きぬけるナイフを突きつけて＜BEAT MIX＞
3. もう君は誰のものでもない＜ORIGINAL BACK TRACK＞